# Corpos Auxiliares

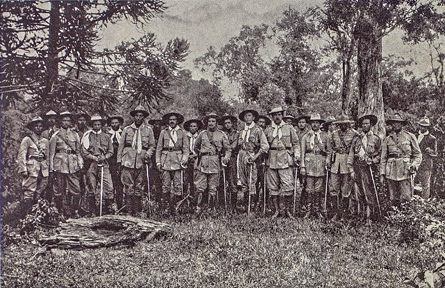
Oficialidade do 6.º Corpo Auxiliar na Campanha do Paraná

Os Corpos Auxiliares (antes de 1924, Corpos Provisórios) da Brigada Militar do Rio Grande do Sul eram batalhões de civis arregimentados por chefes políticos locais em favor do governo do Rio Grande do Sul durante e após a Primeira República Brasileira. Criados em 1892 como um complemento à força bélica da Brigada Militar, eles tiveram sua derradeira participação em combate na Revolução Constitucionalista de 1932, mas ainda foram mobilizados pelo governo de Flores da Cunha em 1937, e até no golpe de Estado de 1964 a organização de novos “provisórios” foi considerada.
Os “provisórios”  integram a tradição gaúcha de forças irregulares, mobilizadas por estancieiros com base na fidelidade de peões, agregados e vizinhos. Os rebeldes que eles enfrentavam, como os maragatos, também recorriam a exércitos privados. O governo estadual cobria as despesas, e os coronéis tinham interesses políticos e econômicos em liderar um Corpo Provisório/Auxiliar. Os primeiros Corpos tinham cerca de 250 homens cada, liderados por um civil comissionado no posto de tenente-coronel. Eles eram essencialmente compostos de cavalaria. Após um primeiro período de atividades na Revolução Federalista, eles ressurgiram em grande escala na Revolução de 1923. Na Revolução de 1930, ficaram conhecidos por amarrar seus cavalos no obelisco da Avenida Rio Branco, no Rio de Janeiro. Flores da Cunha, em sua disputa com o governo federal de Getúlio Vargas, organizou novos Corpos antes de ser destituído. Góis Monteiro, ministro da Guerra de Vargas, não admitia a existência dessas tropas, denominando-as “reserva  irregular a serviço de caprichos caudilhescos”.